# 思念會驚
思念會驚是台灣歌手蕭煌奇於2011年12月27日發行的第4張個人台語專輯，也是第8張個人專輯(包括國語專輯)，一共收錄10首創作歌曲。

## 曲目列表
1. 愛你的人
2. 美麗的情歌(feat.曾寶儀)
3. 思念會驚
4. 相思海岸(feat.舞思愛)
5. 出運啦
6. 你置佗
7. 阿爸的虱目魚
8. 情路無尾巷
9. 幸福在叫我
10. 疼惜